# Wielokrążek

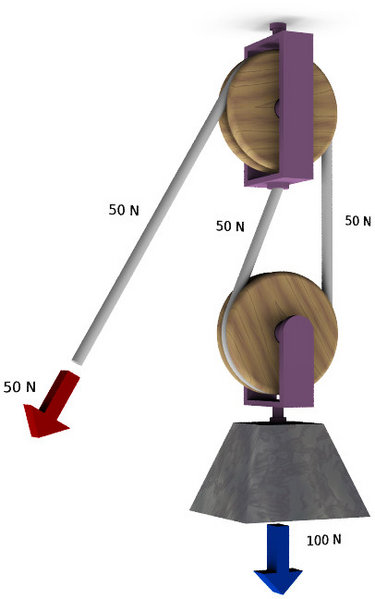
Wielokrążek: krążek stały, krążek przesuwny, cięgno

Wielokrążek, talia – układ cięgien i krążków umożliwiający przełożenie siły, dzięki któremu można np. podnieść duży ciężar, działając mniejszą siłą. Wielokrążek jest przykładem maszyny prostej. 

## Typy wielokrążków
- zwykły
- potęgowy
- różnicowy

## Zastosowanie
Wielokrążek ma zastosowanie wszędzie tam, gdzie trzeba podnieść duże ciężary przy użyciu małych silników lub rąk ludzkich: warsztaty mechaniczne, hale produkcyjne, gdzie stosowany jest w zbloczach.
W żeglarstwie, znany bardziej jako talia, znajduje zastosowanie np. jako szot grota. Układy wielokrążkowe są powszechnie stosowane w wiertnictwie, jako układ podnoszący przewód wiertniczy, oraz w górnictwie odkrywkowym w dźwigach linotorowych.
Znacznie rzadziej stosuje się odwrotne działanie wielokrążka, zamieniając mały skok tłoka na duży skok liny w dźwigach parowych i podnośnikach.